# Cefdinir
Cefdinir, vendido bajo la marca Omnicef entre otros. Es un antibiótico que se usa para tratar la neumonía, la otitis media, la faringitis estreptocócica y la celulitis. Es una opción menos preferida para la neumonía, la otitis media y la faringitis estreptocócica que puede usarse en personas con una alergia grave a la penicilina. Se toma por vía oral.
Los efectos secundarios más frecuentes son diarrea, náuseas y erupciones cutáneas. Los efectos secundarios graves pueden ser infección por Clostridioides difficile, anafilaxia y síndrome de Stevens-Johnson. Se cree que su uso durante el embarazo y la lactancia es seguro, pero no se ha estudiado en profundidad. Es una cefalosporina de tercera generación y actúa interfiriendo en la capacidad de las bacterias para fabricar una pared celular, lo que provoca su muerte.
Fue patentado en 1979 y aprobado para uso médico en 1991. Está disponible como medicamento genérico. En los Estados Unidos, el costo mayorista de diez días de medicamento es de aproximadamente  9,40 dólares. En 2017, fue el medicamento número 198 más recetado en los Estados Unidos, con más de dos millones de recetas.